# Festékszóró spray

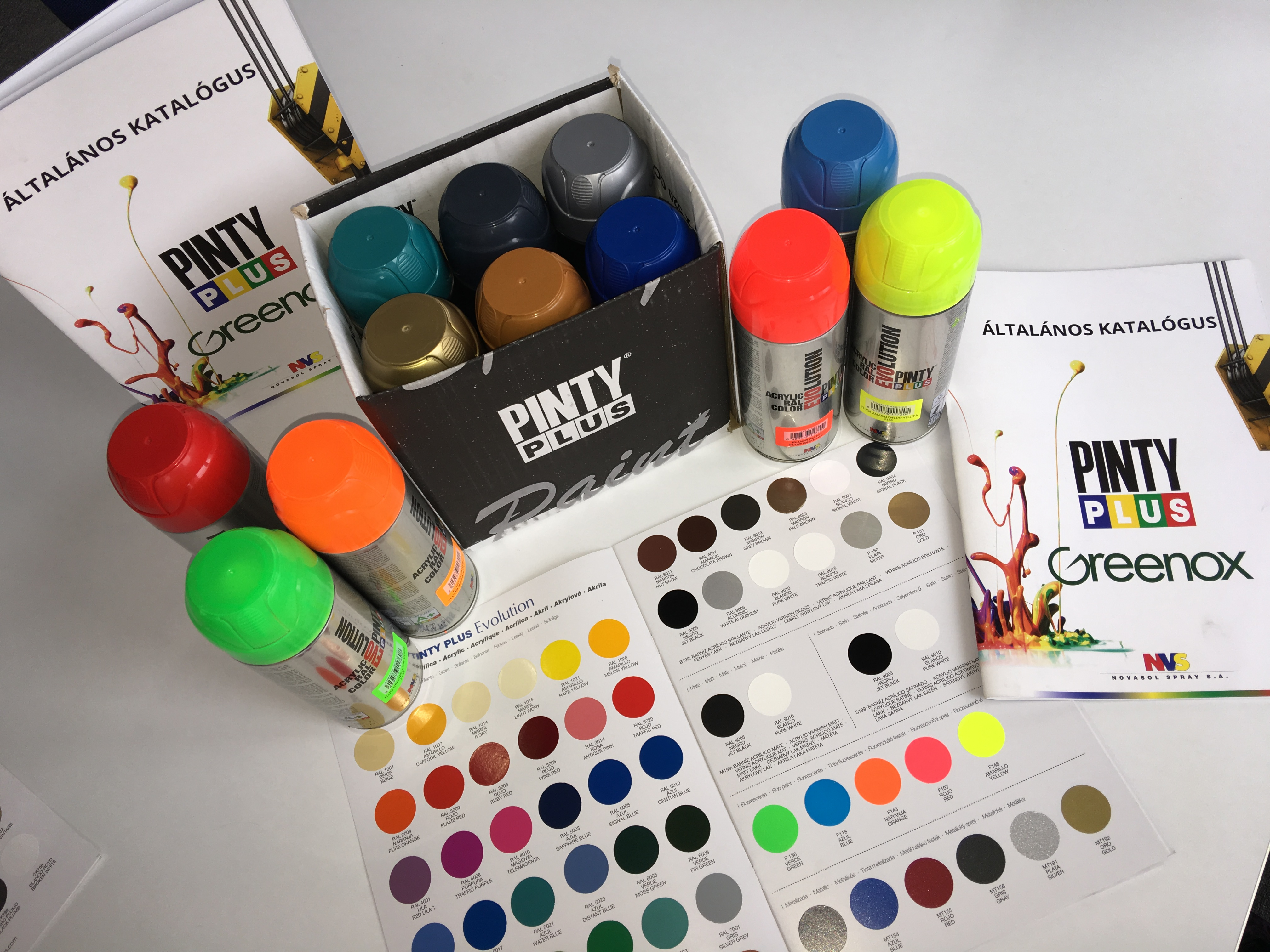
Festék spray

A festékszóró spray (vagy egyszerűen festékspray) egy spray a festéshez.

## Kiszerelései és színei
Általában 200 ml-es vagy 400 ml-es kiszerelésben kaphatóak. 
A normál festékszóró spraykben általában magas nyomás uralkodik, ezért ezekből 20-25 cm távolságból kell szórni a felületre. Léteznek alacsony nyomású festékszóró sprayk is, ezeket főleg művészeti, graffiti célokra használják. Beltartalmuk eltérő. A megfelelő spray kiválasztásánál a legkényesebb pontok a megfolyás, a fedés és a száradás. Általában RAL színekben elérhető, de egyes gyártóknál megtalálható egyedi szín kínálat is.  

## Típusai
A festékspray fajtái abban különböznek egymástól, hogy különböző oldószereket tartalmaznak vagy különböző speciális célokra használhatóak:
- szintetikus spray
- akril spray
- vízbázisú spray
- kréta-festék spray/ chalk paint spray
- speciális festéksprayk (hőálló, horgany, inox, háztartási javító, jelölő stb.)

A legújabb generációs festék sprayk vizes bázisúak. Egyre kedveltebbek ezek a termékek, mert például az akril festék sprayhez képest, ez szinte teljesen szagtalan.

## Használata
A festéksprayk 5°C feletti hőmérsékleten használhatók.A normál festékszóró spraykben általában magas nyomás uralkodik, ezért ezekből 20-25 cm távolságból kell szórni a felületre. A száradási idő fajtánként és márkánként eltérhet. A leggyorsabban száradó festékek az akril sprayk. Általában állítva kell tartani és úgy kell kifújni a festéket a palackból. Ez eltérhet például a jelölő spray használatakor, mert azt 360 fokban lehet fújni.